# Rezerwat przyrody Skałki Przegorzalskie
Rezerwat przyrody Skałki Przegorzalskie – ścisły, florystyczny rezerwat przyrody o powierzchni 1,38 ha, założony w 1959 r. w Krakowie na terenie wyraźnego grzbietu ze skałkami, na skraju Lasu Wolskiego od strony Przegorzał. Służy ochronie rzadkich muraw naskalnych i kserotermicznych oraz ciepłolubnych zarośli. Rośnie tu las mieszany z przewagą ciepłolubnej formy grądu subkontynentalnego i krzewów ciepłolubnych. Do występujących tu roślin objętych ochrona należą: ożota zwyczajna, wawrzynek wilczełyko, rojownik pospolity, pierwiosnek wyniosły, konwalia majowa, kruszczyk szerokolistny, kruszyna pospolita, bluszcz pospolity, kalina koralowa, przytulia wonna. Obszar rezerwatu stanowi własność Uniwersytetu Jagiellońskiego.
Tuż ponad rezerwatem znajduje się wielka budowla z czasu II wojny światowej, tzw. Belweder oraz willa Adolfa Szyszko-Bohusza zwana Rotundą, ze względu na podobieństwo do rotundy wawelskiej.
Rezerwat leży w granicach Bielańsko-Tynieckiego Parku Krajobrazowego.